# Sphenomorphus longicaudatus
Sphenomorphus longicaudatus — вид сцинкоподібних ящірок родини сцинкових (Scincidae). Мешкає в Індонезії і Папуа Новій Гвінеї.

## Поширення і екологія
Sphenomorphus longicaudatus мешкають на Новій Гвінеї, на південь від Центрального хребта. Вони живуть у вологих рівнинних тропічних лісах, серед повалених дерев і опалого листя. Зустрічаються на висоті до 100 м над рівнем моря. Живородні.